# Ipomoea macrosepala
Ipomoea macrosepala är en vindeväxtart som beskrevs av John Patrick Micklethwait Brenan. Ipomoea macrosepala ingår i släktet praktvindor, och familjen vindeväxter. Inga underarter finns listade i Catalogue of Life.